# مورگان، شهرستان شاوانو، ویسکانسین
مورگان، شهرستان شاوانو، ویسکانسین (به انگلیسی: Morgan) یک محدوده ثبت‌نشده در ایالات متحده آمریکا است که در شهرستان شاوانو، ویسکانسین واقع شده‌است. مورگان ۳۰۳٫۸۹ متر بالاتر از سطح دریا واقع شده‌است.